# Laura Vicuña
Laura del Carmen Vicuña Pino, más conocida como Laura Vicuña (Santiago, Chile, 5 de abril de 1891-Junín de los Andes, Argentina, 22 de enero de 1904), fue una niña beata salesiana chilena. Las circunstancias de su muerte y su compromiso con la fe católica, le valieron la beatificación en 1988. Es considerada por la Iglesia católica como mártir protectora de la familia. Se conmemora el 22 de enero.

## Biografía
Sus padres fueron José Domingo Vicuña Bravo (1866-1894), militar vinculado a una de las familias más importantes de Chile, y Mercedes Pino Chávez, quien no era estimada por los parientes de su esposo a causa de su clase social, considerada «pobre». Laura fue la hija mayor y fue bautizada en la Parroquia Santa Ana en Santiago, en la misma pila bautismal donde pocos años más tarde recibió similar sacramento Juanita Fernández Solar, santa Teresa de los Andes.
En ese momento, Chile estaba en una crisis política que había desembocado, desde enero, en una guerra civil. Claudio Vicuña, pariente lejano del padre de Laura, respondía al cuestionado presidente José Manuel Balmaceda, y fue elegido como su sucesor, pero no llegó a asumir. Al terminar la guerra, la familia Vicuña fue perseguida, y José Domingo debió alejarse de Santiago. Murió en 1894, luego del nacimiento de su segunda hija, Julia Amanda, por lo cual Mercedes Pino y sus hijas quedaron en la pobreza y portadoras de un apellido perseguido. En este contexto, la madre decidió buscar refugio en Argentina.

### Sus primeros años en Argentina
La madre y sus hijas se establecieron en la localidad de Junín de los Andes, en las proximidades de Neuquén, Argentina. Al principio Mercedes buscó algún trabajo para poder costear los estudios de sus hijas, llegando a la estancia “Las Mercedes” perteneciente al capitán Mariano Fosbery, quien la recibió como empleada doméstica. Allí estuvieron aproximadamente de 5 a 6 meses. Luego, se trasladaron a orillas del río Quilquihue, donde se encontró con Manuel Mora (1860-1908), dueño de la estancia local, quien maltrataba a la madre de Laura, presionándola para que accediera a ser su concubina. A cambio de ello, accedió a costear los estudios de sus hijas, por lo que Mercedes aceptó.
Laura y su hermana Julia ingresaron al colegio María Auxiliadora, de la Congregación Salesiana, fundada por Don Bosco, en Junín de los Andes, donde fue instruida en la fe cristiana. Según sus palabras, era feliz en el colegio, al cual llamaba «mi paraíso» y las hermanas la consideraban una niña devota, llena de caridad hacia sus compañeras y fiel a sus deberes cotidianos.

### Primera comunión, últimos años y muerte
Realizó su primera comunión el 2 de junio de 1901. Ese día ofreció su vida a Jesús y consagró su pureza a la Virgen.
Durante una de sus vacaciones escolares, Laura sufrió dos violentos ataques por parte de Manuel Mora, quien pretendía mantener relaciones sexuales con ella. Ante su rechazo, él se negó a seguir costeando los gastos de los estudios de las niñas. Sin embargo, el colegio solucionó el problema permitiendo que Laura siguiera estudiando gratis. A pesar de esto, Laura pensaba que la situación de su madre no había mejorado, sintiendo que no había hecho nada por ayudarla.
Un día, y recordando la frase de Jesús «No hay muestra de amor más grande que dar la vida por sus amigos», Laura optó por pedir a Dios la salvación de su madre a cambio de su propia vida. A los pocos meses cayó enferma de tuberculosis, empeorando su salud conforme avanzaba la infección. En una visita de su madre, Mora la agredió dejándola herida en su cama. La vida de Laura se iba apagando: «Señor, que yo sufra todo lo que a ti te parezca bien, pero que mi madre se convierta y se salve».
Antes de morir, Laura le pidió a su madre:

Muero. Yo misma se lo pedí a Jesús, hace dos años que ofrecí mi vida por ti, para pedir la gracia de tu conversión. Mamá, antes de morir ¿tendré la dicha de verte arrepentida?

Doña Mercedes, con los ojos en llanto, le respondió diciendo:

Te juro en este momento que haré cuanto me pides. Estoy arrepentida. ¡Dios es testigo de mi promesa!

Laura dijo al sacerdote Genghini que la asistía, y luego a su madre:

Padre, mamá promete en este momento abandonar a aquel hombre; sea usted testigo de su promesa [...] ¡Gracias, Jesús!, ¡Gracias, María!, ¡Adiós, Mamá!, ¡Ahora muero contenta!

Así, el 22 de enero de 1904 murió Laura Vicuña Pino.

## Proceso de beatificación

### Venerable

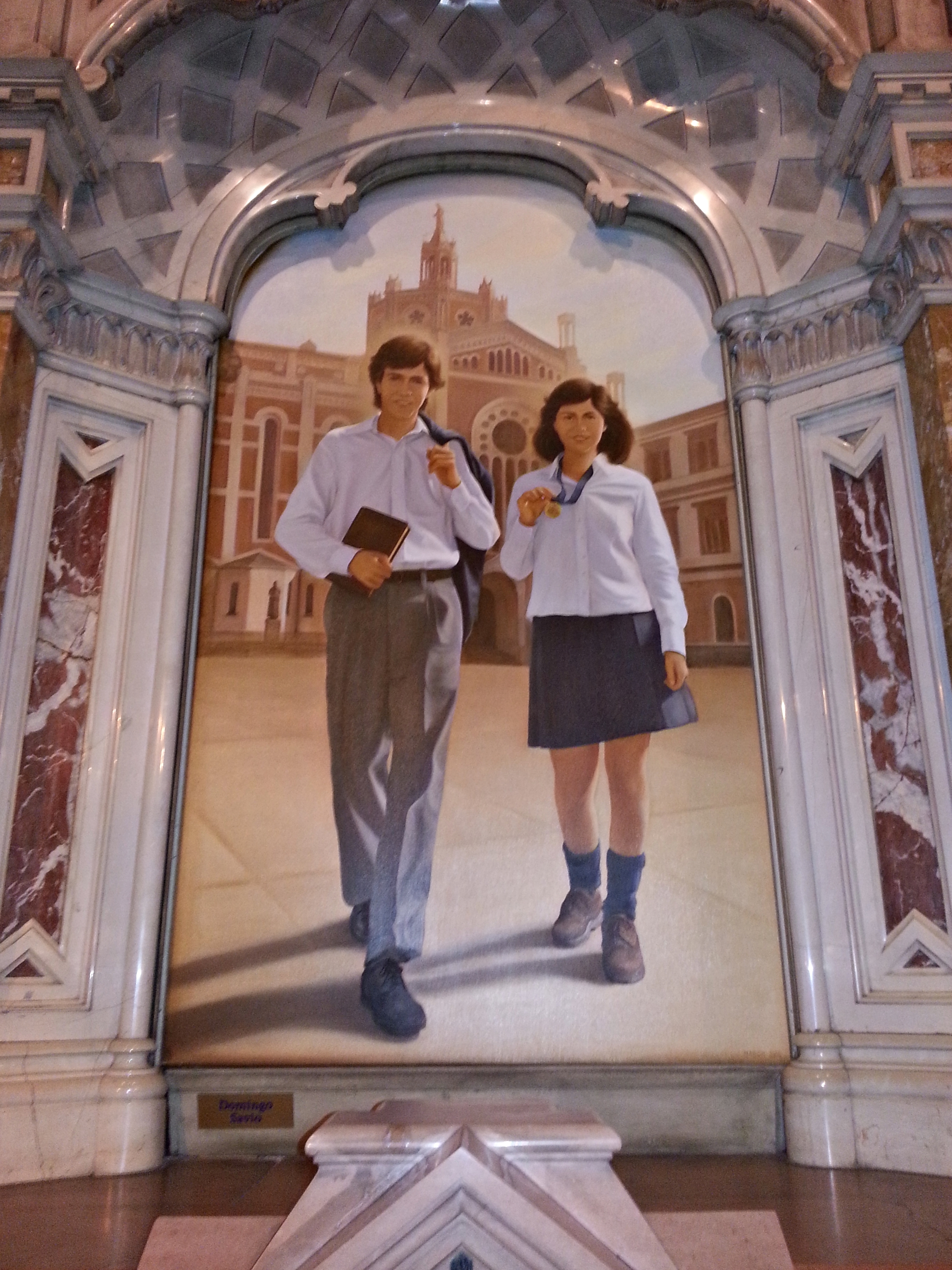
Representación de Domingo Savio y Laura Vicuña, en la Basílica María Auxiliadora y San Carlos, Buenos Aires, Argentina

Una vez ocurrida su muerte, y en consideración a su fama de santidad, la congregación salesiana comenzó su proceso de canonización en la década de 1950. La misma congregación le encomendó la tarea a la madre Clelia Genghini, quien pasó varios años recolectando información acerca de su vida y obra. No alcanzó a ver su obra realizada, debido a que murió el mismo año en que se inició el proceso de beatificación.
La fase diocesana del proceso de beatificación de Laura Vicuña se inició en la ciudad de Viedma, provincia de Río Negro. Entre los obstáculos que enfrentó el proceso se contaron que Laura no podía ser considerada mártir, y su corta edad no abría muchas esperanzas para su beatificación. En efecto, la Congregación de los Ritos (actual Congregación para las Causas de los Santos) solía excluir la posibilidad de canonización de aquellos creyentes cuya corta edad al momento de su muerte dificultaba la valoración de su ejercicio de las virtudes teologales y cardinales en grado heroico durante un considerable periodo de su vida. Con todo, resultó un precedente de importancia la beatificación (el 5 de marzo de 1950) y posterior canonización (el 12 de junio de 1954) de santo Domingo Savio, muerto a los 14 años, y la canonización el día 24 de junio de 1950 de santa María Goretti, muerta a los 11 años y considerada mártir de la pureza. 
En marzo de 1981 se allanó este último requisito en el Dicasterio romano. Con el decreto del 18 de marzo de 1982, la Congregación plenaria de cardenales y obispos miembros de la Congregación para las Causas de los Santos introdujo la causa de Laura Vicuña. Al decretarse su heroicidad en el ejercicio de las virtudes, Laura Vicuña Pino fue declarada venerable el 5 de junio de 1986.

### Beata

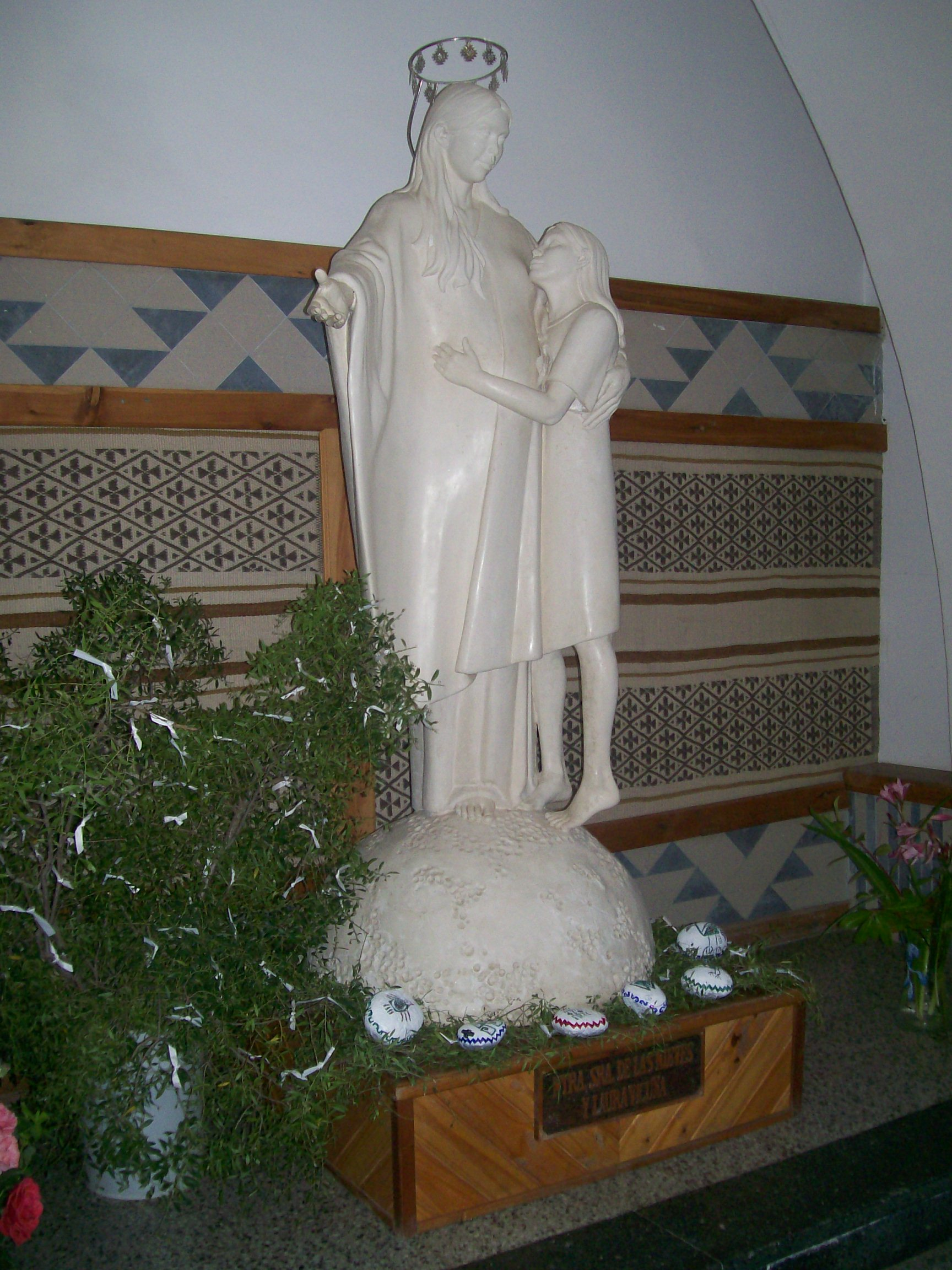
Estatua de Laura Vicuña en la iglesia de Junín de los Andes

Su proceso de beatificación fue impulsado por la atribución a Laura Vicuña de un milagro en favor de la religiosa Ofelia del Carmen Lobos Arellano, de la Congregación de las Hijas de María Auxiliadora. Esta religiosa estuvo afectada por problemas en sus pulmones, provocando que fuese bastante delicada de salud. En agosto de 1955 fue desahuciada por los médicos, quienes la enviaron a su convento a morir «en casa». Sin embargo, y tras rezar a Laura Vicuña, mejoró notoriamente, recuperó su salud y parte de sus pulmones que se catalogaron como irrecuperables. En la consulta científica de la Congregación por la Causa de los Santos, fue catalogada como «5 sobre 5, recuperación inexplicable mediante la ciencia».
El 3 de septiembre de 1988, fue beatificada por el papa san Juan Pablo II en medio de las celebraciones del centenario de la muerte de san Juan Bosco.

## Santuario
En las faldas del Cerro Renca y ocupando 30 hectáreas, en la ciudad de Santiago, se encuentra emplazado el Santuario de Laura Vicuña, que posee una capilla con capacidad para 100 personas, salas para encuentros católicos y una amplia área para reuniones de grupos que se encuentren dispuestos a orar con Laura Vicuña.
El 9 de diciembre de 1999, en la ciudad de Junín de los Andes, se inauguró un templo que fue restaurado y dedicado a la memoria de Laura Vicuña, siendo construido por las alumnas del Colegio María Auxiliadora. La primera eucaristía fue celebrada por el obispo de Neuquén, Mons. Agustín Radrizzani.

## Verdadero rostro

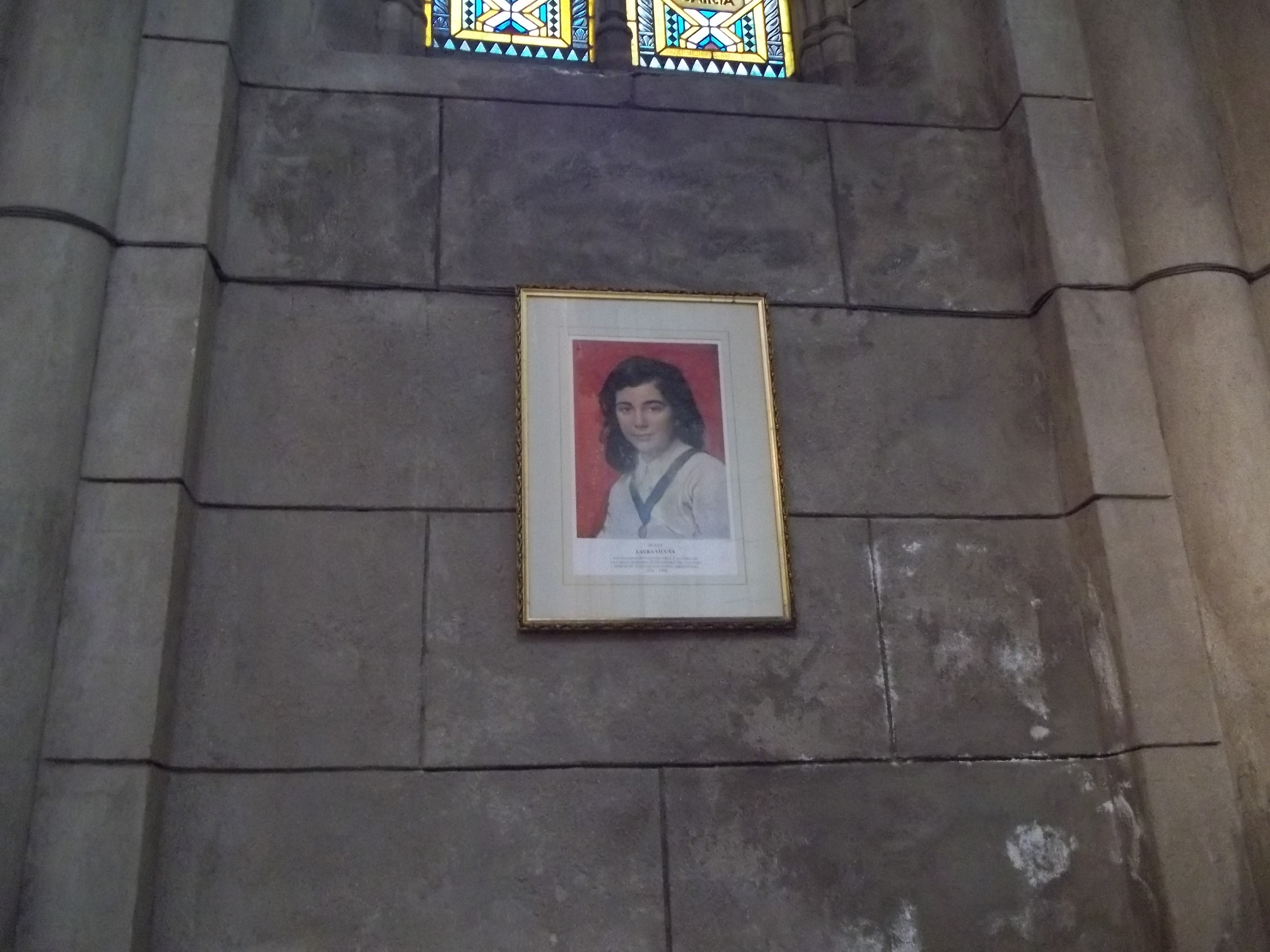
Retrato tradicional de Laura Vicuña

Una investigación encargada por religiosas salesianas argentinas y chilenas a Carabineros de Chile, publicada en la prensa en febrero de 2010, reveló que el rostro por el cual se conocía a Laura Vicuña no pertenecía a ella, sino que se trataba de una pintura del artista italiano Caffaro Rore, hecha por encargo de las salesianas italianas e inspirado en una niña europea y en supuestas descripciones dadas por Julia Vicuña, la hermana menor de Laura.
Ya en la década de 1990 el padre Ciro Brugna había presentado un análisis indicando que el rostro que más se había difundido no era el de ella. Luego, en el estudio de 2010, se reconoció, en una fotografía junto con sus compañeras, el verdadero rostro que es el de una niña morena con rasgos mestizos.

## Filmografía sobre Laura Vicuña
- Laura, un gran amor. Italia, 1988. Narra la vida de Laura Vicuña y sus padecimientos antes de lograr la conversión de su madre. (La revisión histórica reconoce que algunos datos no son reales)
- Laura, una vida luminosa. Ediciones Don Bosco Argentina.